# فيل كينغ
فيل كينغ (بالإنجليزية: Phil King)‏ (28 ديسمبر 1967 ببرستل في المملكة المتحدة - ) هو لاعب كرة قدم بريطاني في مركز الدفاع. شارك مع منتخب إنجلترا لكرة القدم الرديف. أما مع النوادي، فقد لعب مع أستون فيلا وبرايتون أند هوف ألبيون وسويندون تاون وشيفيلد وينزداي ونادي بلاكبول ونادي توركي يونايتد ونوتس كاونتي ووست بروميتش ألبيون ونادي كيدرمينستر هاريرز لكرة القدم ونادي باث سيتي ونادي إكزتر سيتي وCinderford Town A.F.C. ‏.

## وصلات خارجية
- فيل كينغ على موقع قاعدة بيانات كرة القدم.إي يو (الإنجليزية)
- فيل كينغ على موقع Soccerbase.com (لاعب) (الإنجليزية)
- فيل كينغ على موقع عالم كرة القدم.نت (الإنجليزية)